# Phare de Suomenlinna
Le phare de Suomenlinna (en finnois : Suomenlinna majakka) est un feu situé sur l'île de Suomenlinna dans le golfe de Finlande, au large de la municipalité d'Helsinki, en région d'Uusimaa (Finlande).

## Histoire
L'église de Suomenlinna, est un point de repère d'Helsinki bien connu, qui a été construite en tant que cathédrale orthodoxe russe en 1854, mais il a été converti en église évangélique-luthérienne de Finlande quand la Finlande est devenue indépendante. La cathédrale a servi la garnison russe équipant la forteresse de Suomenlinna voisine.
La lumière sert de feu arrière d'une gamme, avec le feu avant du phare d'Harmaja à 4.8 km au sud. L'île est accessible par un pont. L'église est ouverte pour la visite des tours les mercredi et jeudi après-midi et pour des services du messe de dimanche.

## Description
Le phare  est un feu directionnel placé sur le dôme de la tour carrée de l'Église de Suomenlinna, le point le plus haut de l'île au sud-est d'Helsinki. Il émet, à une hauteur focale de 54 mètres, quatre courts éclats blanc, rouge et vert selon différents secteurs toutes les 15 secondes. Sa portée nominale est de 20 milles nautiques (environ 37 km).

Identifiant : ARLHS : FIN-063 - Amirauté : C5190.1 - NGA : 14532 .

## Caractéristique dufeu maritime
Fréquence : 15 secondes (4 éclats)
- Lumière : 0.2 seconde
- Obscurité : 2.3 secondes

|                            |
| La lanterne de Suomenlinna |

|             |
| Suomenlinna |

### Lien connexe
- Liste des phares de Finlande